# 布朗维尔 (卡尔瓦多斯省)
布朗维尔（法語：Branville，法語發音：[bʁɑ̃vil] ⓘ）是法国卡尔瓦多斯省的一个市镇，属于利雪区。

## 地理
布朗维尔（49°16'23"N, 0°1'26"E）面积6.39 平方千米，位于法国诺曼底大区卡爾瓦多斯省，该省份为法国西北部沿海省份，北濒大西洋英吉利海峡，东北与滨海塞纳省以海上边界相接，东临厄尔省，南至奧恩省，西与芒什省接壤。
与布朗维尔接壤的市镇（或旧市镇、城区）包括：阿讷博、布尔若维尔、达内斯塔勒、厄朗、圣皮埃尔阿济夫、欧日地区圣瓦斯特。
布朗维尔的时区为UTC+01:00、UTC+02:00（夏令时）。

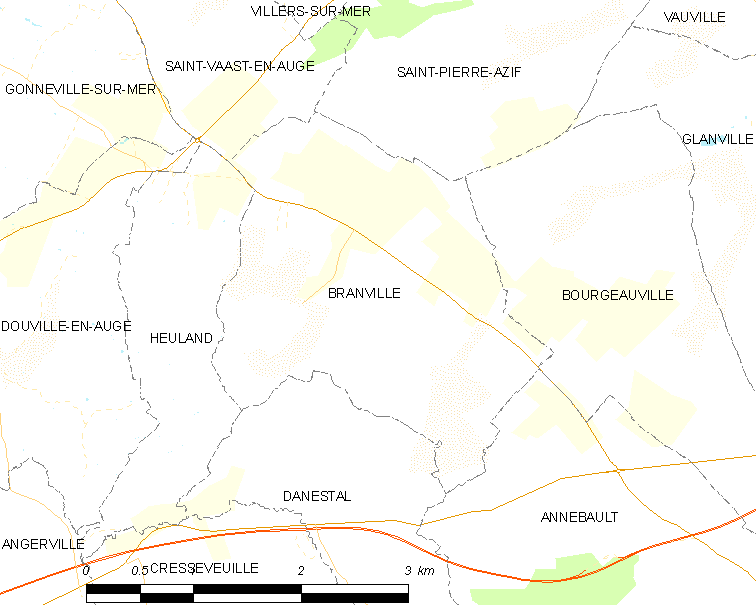
布朗维尔的OSM定位图

## 行政
布朗维尔的邮政编码为14430，INSEE市镇编码为14093。

## 政治
布朗维尔所属的省级选区为卡堡县。

## 人口

1962-2008年间布朗维尔人口变化图示

布朗维尔于2022年1月1日时的人口数量为225人。